# Nowhere (альбом)
Nowhere (с англ. — «Нигде») — дебютный альбом британской шугейз группы Ride. Альбом был выпущен Creation Records 15 октября 1990 года. По мнению AllMusic является одним из лучших альбомов в жанре шугейзинг. Pitchfork Media присвоил альбому 74 строчку в списке 100 лучших альбомов 1990-х годов. Также Nowhere включен в книгу 1001 Albums You Must Hear Before You Die. Песня «Vapour Trail» находится на 145 строчке в топе 200 лучших треков из 90-х годов и на 81 на NME в 100 лучших треков девяностых.
В 2001 году альбом был переиздан. В него были добавлены песни из мини-альбома Today Forever, в качестве бонус-треков.

## Предыстория и запись
В период с января по сентябрь 1990 года Ride выпустила три мини-альбома: Ride, Play и Fall, до выпуска Nowhere. Все три релиза вошли в топ-75 Великобритании, а Play и Fall достигли топ-40. Ride стал первым для Creation Records релизом, который попал в топ-75.
Группу часто называли частью сцены «шугейза», но группа отвергла это, Билл заявил: Моя первая реакция была такой: «ещё один скучный ярлык. В те дни… да и сейчас это моя реакция». Гарденер сказал о влиянии группы следующее: «Нам нравились шумные группы того времени. Когда мы учились в художественном колледже, мы ходили смотреть My Bloody Valentine, The House of Love, The Stone Roses и Sonic Youth. Я думаю, что всё это оказало большое влияние на нас в первые дни, так как это были отличные концерты».
Nowhere был записан вживую в студии с продюсером Марком Уотерманом. Во время записи у Уотермана произошёл психический срыв, в результате чего его работу заканчивал Алан Молдер — он занимался сведением альбома.

## Художественное оформление
На обложке альбома изображена гигантская волна, сфотографированная Уорреном Болстером. На оригинальной обложке альбома были размещены название группы рельефным текстом по центру в верхней половине и рельефное название альбома в правом нижнем углу. Оригинальные выпуски кассет и компакт-дисков не содержали названия группы или названия альбома на обложке, но иногда снабжались идентификационной наклейкой на внешней стороне корпуса компакт-диска или кассеты. Для переиздания компакт-диска 2001 года название и название группы были напечатаны на обложке в местах рельефного текста пластинки. Издание от Rhino Handmade 2011 года имеет линзовидный дизайн волны.

## Выпуск
Nowhere был выпущен лейблом Creation Records 15 октября 1990 года. Альбом также был выпущен в Соединённых Штатах в декабре 1990 года лейблом Sire Records с тремя бонус-треками, взятыми из EP Fall.
Переиздание 2001 года лейблом Ignition Records дополнительно включало в себя четыре песни с EP группы Today Forever в качестве бонус-треков.
В феврале 2011 года Rhino Handmade выпустила специальное издание в честь 20-летия Nowhere, включающее ремастированный оригинальный альбом с семью бонус-треками, а также бонус-диск с ранее неизданным живым выступлением в ночном клубе Roxy в Лос-Анджелесе, записанным 10 апреля 1991 года. В комплект также входит 40-страничный буклет с эксклюзивными фотографиями и новое эссе музыкального критика Джима Дерогатиса, а также диджипак-книга в линзовидной обложке.
В ноябре 2015 года группа выпустила специальное издание Nowhere в честь его 25-летия в двух разных форматах: набор CD/DVD и двойной альбом на цветном виниле. На компакт-диске представлены те же аудиоматериалы, что и в ремастированных переизданиях 2001 и 2011 годов, а также DVD с ранее неизданным живым выступлением в лондонском клубе Town and Country 7 марта 1991 года. Диски поставляются в картонном футляре в твёрдом переплёте с холщовой обложкой и 36-страничным буклетом. Версия 2LP содержит расширенный трек-лист с 7 бонус-треками с мини-альбомов Fall и Today Forever и была напечатана на виниле белого и синего мраморного цвета. Переиздание было выпущено независимо. В связи с переизданием группа полностью исполнила альбом на серии концертов в октябре 2015 года.

## Влияние
| Оценки критиков      | Оценки критиков |
| Источник             | Оценка          |
| -------------------- | --------------- |
| AllMusic             | [ 2 ]           |
| The A.V. Club        | A               |
| Chicago Tribune      | [ 15 ]          |
| Entertainment Weekly | B               |
| Mojo                 | [ 17 ]          |
| NME                  | 7/10            |
| Pitchfork            | 9.5/10          |
| Q                    | [ 19 ]          |
| Select               | 5/5             |
| Uncut                | 8/10            |

На AllMusic альбом Nowhere назвали одним из величайших альбомов жанра шугейз. Nowhere занял 74-е место в списке Pitchfork 2003 года из 100 лучших альбомов 1990-х годов и 277-е место в списке Spin 2015 года «300 лучших альбомов за последние 30 лет». Он также включён в книгу «Тысяча и один музыкальный альбом, который стоит прослушать, прежде чем вы умрёте». Трек «Vapour Trail» был назван 145-й лучшей песней 1990-х годов по версии Pitchfork в 2010 году и 81-й лучшей песней 1990-х годов по версии NME в 2012 году.

## Список композиций
Все песни написаны и составлены Энди Беллом (кроме отмеченных):

### Оригинальный альбом
| Номер | Название                | Вокал           | Длительность |
| ----- | ----------------------- | --------------- | ------------ |
| 1.    | «Seagull»               | Гарденер и Белл | 6:09         |
| 2.    | «Kaleidoscope»          | Гарденер и Белл | 3:01         |
| 3.    | «In a Different Place»  | Гарденер        | 5:29         |
| 4.    | «Polar Bear»            | Гарденер        | 4:45         |
| 5.    | «Dreams Burn Down»      | Гарденер        | 6:04         |
| 6.    | «Decay» (Марк Гарденер) | Гарденер        | 3:35         |
| 7.    | «Paralysed»             | Белл            | 5:34         |
| 8.    | «Vapour Trail»          | Белл            | 4:18         |

### Бонус-треки на CD
| Номер | Название            | Вокал    | Длительность |
| ----- | ------------------- | -------- | ------------ |
| 9.    | «Taste» (Гарденер)  | Гарденер | 3:17         |
| 10.   | «Here and Now»      | Белл     | 4:26         |
| 11.   | «Nowhere» (Колберт) | Белл     | 5:23         |

### Бонус-треки в переизданном
| Номер | Название                | Вокал           | Длительность |
| ----- | ----------------------- | --------------- | ------------ |
| 12.   | «Unfamiliar» (Гарденер) | Гарденер и Белл | 5:03         |
| 13.   | «Sennen»                | Гарденер и Белл | 4:23         |
| 14.   | «Beneath»               | Гарденер и Белл | 4:06         |
| 15.   | «Today»                 | Гарденер и Белл | 6:26         |

## Участники записи
- Марк Гарденер — вокал, гитара
- Энди Белл — вокал, гитара, фортепиано, губная гармошка
- Стив Кверолт — бас-гитара
- Лоренс «Лоз» Колберт — барабаны

## История выпуска
| Страна         | Дата             | Лейбл            | Формат | Каталог # | Примечания    |
| -------------- | ---------------- | ---------------- | ------ | --------- | ------------- |
| Великобритания | 15 октября 1990  | Creation Records | LP     | CRELP074  | 8 композиций  |
| Великобритания | 15 октября 1990  | Creation Records | CD     | CRECD074  | 11 композиций |
| США            | 18 декабря 1990  | Sire Records     | CD     | 9 26462-2 | 11 композиций |
| Великобритания | 24 сентября 2001 | Ignition Records | CD     | IGN CD9   | 15 композиций |
| США            | 21 декабря 2010  | Rhino Records    | LP     | WBLP79789 | 8 композиций  |